# Diables Noirs
Diables Noirs (französisch für Schwarze Teufel) ist ein kongolesischer Fußballverein aus der Hauptstadt Brazzaville. Die Vereinsfarben des 1950 als Association Sportive de la Mission gegründeten Vereins, dessen Name zu Zeiten der Vereinsführung durch Français Aimé Brun in den aktuellen geändert wurde, sind Schwarz und Gelb. Der siebenmalige Meister trägt seine Heimspiele Stade Marchand aus, in dem 5.000 Zuschauer Platz finden können. 

## Erfolge
- Kongolesischer Meister
1961, 1966, 1977, 1992, 2004, 2007, 2009, 2011
- Kongolesischer Pokalsieger
1989, 1990, 2003, 2005, 2012, 2014, 2015, 2018

## Bekannte ehemalige Spieler
- Macchambes Younga-Mouhani
- Boniface Massengo « Professeur »
- Clément Massengo « Fu Manchu »
- Germain Makouezi « La flèche »
- Loukoki « Kopa »
- Germain Ndzabana « Jadot »
- Maxime Mantsima
- Jonas Bahamboula « Tostao »[2]
- Joseph Mounoundzi « papa tranquille »
- Martin N’Kouka
- Michel Massamba « Mams »
- Joseph Wamba « La José »
- Pépin Bakekolo « Kwakara »
- Laurent Koufiya
- Brice Samba
- Sylvain Mounkassa
- Kiemba « Petit Pele »
- Laurent Nsombi
- Florent Baloki
- Sylvain Baloki
- Christel Kimbembe[3]
- Georges Kialoungou « Système »
- Delvin Ndinga « Pirès »
- Kévin Andzouana « Mbila »
- Chancel Massa[4][5]

Quelle:

## Logohistorie

Altes Logo

## Statistik in den CAF-Wettbewerben
| Saison | Wettbewerb                     | Runde         | Gegner                 | Gesamt            | Hin     | Rück    |
| ------ | ------------------------------ | ------------- | ---------------------- | ----------------- | ------- | ------- |
| 1966   | CAF Champions Cup              | 1. Runde      | AS Dragons Kinshasa    | 3:2               | 1:2 (H) | 2:0 (A) |
| 1966   | CAF Champions Cup              | Viertelfinale | Al-Hilal Club          | 2:10              | 1:6 (A) | 1:4 (H) |
| 1977   | African Cup of Champions Clubs | 1. Runde      | Vantour Club Mangoungu | 8:4               | 4:2 (A) | 4:2 (H) |
| 1977   | African Cup of Champions Clubs | 2. Runde      | Hafia FC Conakry       | 1:2               | 0:1 (H) | 1:1 (A) |
| 1990   | African Cup Winners’ Cup       | 1. Runde      | Rayon Sports FC        | 2:1               | 0:0 (A) | 2:1 (H) |
| 1990   | African Cup Winners’ Cup       | 2. Runde      | BCC Lions              | 2:3               | 2:0 (H) | 0:3 (A) |
| 1991   | African Cup Winners’ Cup       | 1. Runde      | Primeiro de Agosto     | 2:1               | 0:0 (A) | 2:1 (H) |
| 1991   | African Cup Winners’ Cup       | 2. Runde      | Dynamos FC Harare      | 1:3               | 0:2 (H) | 1:1 (A) |
| 1992   | CAF Champions Cup              | 1. Runde      | Julius Berger Lagos    | 2:5               | 2:1 (H) | 0:4 (A) |
| 2004   | CAF Confederation Cup          | Qualifikation | Deportivo Mongomo      | 2:2 (a)           | 2:2 (H) | 0:0 (A) |
| 2005   | CAF Champions League           | Qualifikation | Red Arrows FC          | 0:0: (i. E.: 2:3) | 0:0 (A) | 0:0 (H) |
| 2006   | CAF Confederation Cup          | Qualifikation | Tourbillon FC          | 5:3               | 2:2 (A) | 3:1 (H) |
| 2006   | CAF Confederation Cup          | 1. Runde      | Berekum Arsenal        | 2:3               | 2:1 (H) | 0:2 (A) |
| 2008   | CAF Champions League           | Qualifikation | Enyimba FC             | 3:7               | 1:4 (A) | 2:3 (H) |
| 2010   | CAF Champions League           | Qualifikation | ES Sétif               | 3:4               | 3:2 (H) | 0:2 (A) |
| 2012   | CAF Champions League           | Qualifikation | AFAD Djékanou          | 0:2               | 0:1 (A) | 0:1 (H) |
| 2013   | CAF Confederation Cup          | Qualifikation | New Edubiase United    | 1:1 (i. E.: 5:4)  | 0:1 (A) | 1:0 (H) |
| 2013   | CAF Confederation Cup          | 1. Runde      | The Panthers FC Malabo | 6:1               | 6:1 (H) | 0:0 (A) |
| 2013   | CAF Confederation Cup          | 2. Runde      | CS Sfax                | 2:4               | 1:3 (A) | 1:1 (H) |
| 2014   | CAF Champions League           | Qualifikation | Flambeau de l’Est      | 1:2               | 0:1 (H) | 1:1 (A) |
| 2015   | CAF Champions League           | Qualifikation | Raja Casablanca        | 2:6               | 0:4 (A) | 2:2 (H) |
| 2016   | CAF Confederation Cup          | Qualifikation | Africa Sports Abidijan | 2:4               | 1:2 (H) | 1:2 (A) |
| 2017   | CAF Confederation Cup          | Qualifikation | Rail Club du Kadiogo   | 1:3               | 0:3 (A) | 1:0 (H) |

Legende: (a) – Auswärtstorregel, (i. E.) – im Elfmeterschießen, (n. V.) – nach Verlängerung
Gesamtbilanz:  52 Spiele, 13 Siege, 13 Unentschieden, 26 Niederlagen, 53:73 Tore (Tordifferenz −20)